# Moodna bisinuella
Moodna bisinuella är en fjärilsart som beskrevs av George Francis Hampson 1901. Moodna bisinuella ingår i släktet Moodna och familjen mott. Inga underarter finns listade i Catalogue of Life.